# Mancomunidad de Municipios Vascohablantes
La Mancomunidad de Municipios Vascohablantes (en euskera: Udalerri Euskaldunen Mankomunitatea, UEMA) es una asociación de municipios que busca normalizar el uso de la lengua vasca en entornos con una alta proporción de vascohablantes. Activa en el País Vasco y Navarra, su admisión está restringida a municipios que tengan al menos un 70 % de vascohablantes.
Actualmente está formada por 111 municipios que engloban a unas 350 000 personas: 59 en Guipúzcoa, 32 en Vizcaya, 19 en Navarra y uno en Álava. 

## Miembros

### Álava
- Aramayona

### Vizcaya
1. Ajánguiz
2. Amoroto
3. Aránzazu
4. Areatza
5. Arrancudiaga
6. Artea
7. Achondo
8. Aulesti
9. Baquio
10. Bermeo
11. Berriatúa
12. Busturia
13. Cenarruza-Puebla de Bolívar
14. Dima
15. Ea
16. Etxebarria
17. Gatica
18. Guizaburuaga
19. Igorre
20. Izurza
21. Larrabezúa
22. Lequeitio
23. Mallavia
24. Mañaria
25. Marquina-Jeméin
26. Munitibar
27. Múgica
28. Ondárroa
29. Orozco
30. Ochandiano

### Guipúzcoa
1. Aduna
2. Aizarnazábal
3. Alegría de Oria
4. Alquiza
5. Alzaga
6. Alzo
7. Amézqueta
8. Anoeta
9. Anzuola
10. Arama
11. Asteasu
12. Astigarraga
13. Atáun
14. Azpeitia
15. Baliarrain
16. Beizama
17. Berástegui
18. Bidegoyan
19. Cegama
20. Cestona
21. Cizúrquil
22. Deva
23. Elduayen
24. Elgueta
25. Ezquioga-Ichaso
26. Fuenterrabía
27. Gaviria
28. Gaínza
29. Gaztelu
30. Guetaria
31. Hernani
32. Ibarra
33. Idiazábal
34. Icazteguieta
35. Irura
36. Itsasondo
37. Leaburu
38. Legorreta
39. Lizarza
40. Mendaro
41. Motrico
42. Oyarzun
43. Oñate
44. Orendáin
45. Oreja
46. Orio
47. Régil
48. Segura
49. Tolosa
50. Usúrbil
51. Vergara
52. Villabona
53. Zaldibia
54. Zarauz
55. Zerain
56. Zumaya[2]

### Navarra
1. Araiz
2. Aranaz
3. Arbizu
4. Areso
5. Arruazu
6. Bacáicoa
7. Basaburúa
8. Baztán
9. Echalar
10. Echarri Aranaz
11. Goizueta
12. Ituren
13. Lacunza
14. Larráun
15. Leiza
16. Lesaca
17. Santesteban
18. Vera de Bidasoa
19. Yanci